# Groupe D de la Coupe d'Asie des nations de football 2019
Les matchs du groupe D de la Coupe d'Asie des nations 2019 se déroulent du 7 au 16 janvier 2019. Le groupe est constitué des pays suivant :
  Iran
  Irak
  Viêt Nam
  Yémen
Les deux premiers se qualifient pour les huitièmes de finale, ainsi que le troisième, sous condition qu'il figure parmi les quatre meilleures troisièmes, ce qui est le cas pour ce groupe D.

## Classement
| Rang | Équipe   | Pts | J | G | N | P | Bp | Bc | Diff |
| ---- | -------- | --- | - | - | - | - | -- | -- | ---- |
| 1    | Iran     | 7   | 3 | 2 | 1 | 0 | 7  | 0  | +7   |
| 2    | Irak     | 7   | 3 | 2 | 1 | 0 | 6  | 2  | +4   |
| 3    | Viêt Nam | 3   | 3 | 1 | 0 | 2 | 4  | 5  | -1   |
| 4    | Yémen    | 0   | 3 | 0 | 0 | 3 | 0  | 10 | -10  |

## Matchs
Tous les horaires listés sont GST (UTC+4).

### Iran - Yémen
| 7 janvier 2019 | Iran | 5 - 0   | Yémen | Stade Mohammed-Bin-Zayed, Abou Dabi        |                                            |
| 20h00          | Mehdi Taremi 12e · Ashkan Dejagah 23e · ( Ramin Rezaeian) Mehdi Taremi 25e · ( Mehdi Taremi) Sardar Azmoun 53e · ( Morteza Pouraliganji) Saman Ghoddos 78e | (3 - 0) |       | Spectateurs : 5 301 Arbitrage : Ryūji Satō | Spectateurs : 5 301 Arbitrage : Ryūji Satō |
| 20h00          | http://stats.the-afc.com/match_report/13273 |         |       | Spectateurs : 5 301 Arbitrage : Ryūji Satō | Spectateurs : 5 301 Arbitrage : Ryūji Satō |

| Iran | Yemen |

| GK              | 1  | Alireza Beiranvand   |     |     |
| RB              | 3  | Ehsan Hajsafi        |     |     |
| CB              | 23 | Ramin Rezaeian       | 39e |     |
| CB              | 19 | Majid Hosseini       |     | 46e |
| LB              | 8  | Morteza Pouraliganji |     |     |
| RM              | 11 | Vahid Amiri          |     | 60e |
| CM              | 17 | Mehdi Taremi         |     | 71e |
| CM              | 16 | Mehdi Torabi         |     |     |
| CM              | 21 | Ashkan Dejagah (c)   |     |     |
| LM              | 9  | Omid Ebrahimi        |     |     |
| CF              | 20 | Sardar Azmoun        |     |     |
| Remplaçants :   |    |                      |     |     |
| DF              | 15 | Pejman Montazeri     |     | 46e |
| FW              | 14 | Saman Ghoddos        |     | 60e |
| FW              | 10 | Karim Ansarifard     |     | 71e |
| Sélectionneur : |    |                      |     |     |
| Carlos Queiroz  |    |                      |     |     |

| GK              | 23 | Saoud Al-Sowadi      |     |     |
| RB              | 3  | Mohammed Fuad Omar   |     | 57e |
| CB              | 21 | Mohammed Ba Rowis    |     |     |
| CB              | 4  | Mudir Al-Radaei      | 83e |     |
| LB              | 13 | Ala Addin Mahdi      | 90e |     |
| RM              | 7  | Ahmed Al-Sarori      |     |     |
| CM              | 12 | Ahmed Al-Haifi       | 80e |     |
| CM              | 8  | Wahid Al Khyat       |     | 64e |
| LM              | 20 | Emad Mansoor         |     |     |
| CF              | 9  | Ala Al-Sasi (c)      |     |     |
| CF              | 11 | Abdulwasea Al-Matari | 77e | 87e |
| Remplaçants :   |    |                      |     |     |
| DF              | 15 | Ammar Hamsan         |     | 57e |
| MF              | 6  | Ahmed Abdulrab       |     | 64e |
| FW              | 10 | Ahmed Dhabaan        |     | 87e |
| Sélectionneur : |    |                      |     |     |
| Ján Kocian      |    |                      |     |     |

Homme du Match:

Ashkan Dejagah (Iran)

Assistant referees:

Hiroshi Yamauchi (Japan)

Jun Mihara (Japan)

Fourth official:

Palitha Hemathunga (Sri Lanka)

Additional assistant referees:

Jumpei Iida (Japan)

Hiroyuki Kimura (Japan)

### Irak - Viêtnam
| 8 janvier 2019 | Irak                                                | 3 - 2   | Viêtnam                                     | Stade Cheikh Zayed, Abou Dabi                         |                                                       |
| 17h30          | Mohanad Ali 35e · Humam Tariq 60e · Ali Adnan 90+1e | (1 - 2) | 24e (csc) Ali Faez · 42e Nguyễn Công Phượng | Spectateurs : 4 779 Arbitrage : Abdulrahman Al-Jassim | Spectateurs : 4 779 Arbitrage : Abdulrahman Al-Jassim |
| 17h30          | http://stats.the-afc.com/match_report/13274         |         |                                             | Spectateurs : 4 779 Arbitrage : Abdulrahman Al-Jassim | Spectateurs : 4 779 Arbitrage : Abdulrahman Al-Jassim |

| Irak | Viêtnam |

| GK              | 1  | Jalal Hassan (c)  |     |     |
| CB              | 2  | Ahmad Ibrahim     |     |     |
| CB              | 3  | Frans Dhia Putros |     | 37e |
| CB              | 5  | Ali Faez          |     |     |
| RWB             | 23 | Waleed Salim      |     | 78e |
| LWB             | 6  | Ali Adnan         |     |     |
| RM              | 7  | Safaa Hadi        |     |     |
| CM              | 9  | Ahmed Yasin       |     |     |
| CM              | 8  | Osama Rashid      | 18e | 58e |
| LM              | 16 | Hussein Ali       |     |     |
| CF              | 10 | Mohanad Ali       |     |     |
| Remplaçants :   |    |                   |     |     |
| MF              | 13 | Bashar Resan      |     | 37e |
| MF              | 11 | Humam Tariq       |     | 58e |
| DF              | 17 | Alaa Ali Mhawi    |     | 78e |
| Sélectionneur : |    |                   |     |     |
| Srečko Katanec  |    |                   |     |     |

| GK              | 23 | Đặng Văn Lâm          |     |     |
| CB              | 19 | Nguyễn Quang Hải      |     |     |
| CB              | 3  | Quế Ngọc Hải (c)      |     |     |
| CB              | 2  | Đỗ Duy Mạnh           | 48e |     |
| RWB             | 8  | Nguyễn Trọng Hoàng    | 1e  |     |
| LWB             | 4  | Bùi Tiến Dũng         |     |     |
| RM              | 10 | Nguyễn Công Phượng    |     | 63e |
| CM              | 16 | Đỗ Hùng Dũng          |     |     |
| CM              | 6  | Lương Xuân Trường     |     | 65e |
| LM              | 12 | Nguyễn Phong Hồng Duy |     |     |
| CF              | 20 | Phan Văn Đức          |     | 82e |
| Remplaçants :   |    |                       |     |     |
| FW              | 18 | Hà Đức Chinh          |     | 63e |
| MF              | 7  | Nguyễn Huy Hùng       |     | 65e |
| DF              | 5  | Đoàn Văn Hậu          |     | 82e |
| Sélectionneur : |    |                       |     |     |
| Park Hang-seo   |    |                       |     |     |

| Homme du Match: Ali Adnan (Irak) Assistant referees: Taleb Al-Marri (Qatar) Saud Al-Maqaleh (Qatar) Fourth official: Abu Bakar Al-Amri (Oman) Additional assistant referees: Khamis Al-Marri (Qatar) Khamis Al-Kuwari (Qatar) |

### Viêtnam - Iran
| 12 janvier 2019 | Viêtnam                                     | 0 - 2 | Iran           | Stade Al-Nahyan, Abou Dabi |                           |
| 15h00           |                                             | (0-1) | Azmoun 38e 69e | Arbitrage : Muhammad Taqi  | Arbitrage : Muhammad Taqi |
| 15h00           | http://stats.the-afc.com/match_report/13276 |       |                | Arbitrage : Muhammad Taqi  | Arbitrage : Muhammad Taqi |

| Viêtnam | Iran |

| GK              | 23 | Đặng Văn Lâm       |       |     |
| RB              | 3  | Quế Ngọc Hải (c)   |       |     |
| CB              | 2  | Đỗ Duy Mạnh        | 90+1e |     |
| CB              | 4  | Bùi Tiến Dũng      |       |     |
| LB              | 5  | Đoàn Văn Hậu       | 46e   |     |
| RM              | 19 | Nguyễn Quang Hải   |       |     |
| CM              | 15 | Phạm Đức Huy       |       | 59e |
| CM              | 8  | Nguyễn Trọng Hoàng |       | 84e |
| CM              | 16 | Đỗ Hùng Dũng       |       |     |
| LM              | 20 | Phan Văn Đức       |       | 46e |
| CF              | 10 | Nguyễn Công Phượng |       |     |
| Remplaçants :   |    |                    |       |     |
| FW              | 9  | Nguyễn Văn Toàn    |       | 46e |
| MF              | 11 | Ngân Văn Đại       |       | 59e |
| FW              | 22 | Nguyễn Tiến Linh   |       | 84e |
| Sélectionneur : |    |                    |       |     |
| Park Hang-seo   |    |                    |       |     |

| GK              | 1  | Alireza Beiranvand     |     |     |
| RB              | 2  | Voria Ghafouri         |     |     |
| CB              | 8  | Morteza Pouraliganji   |     |     |
| CB              | 13 | Hossein Kanaanizadegan |     |     |
| LB              | 3  | Ehsan Hajsafi          | 75e |     |
| DM              | 9  | Omid Ebrahimi          |     |     |
| RM              | 14 | Saman Ghoddos          |     |     |
| CM              | 21 | Ashkan Dejagah (c)     |     |     |
| CM              | 11 | Vahid Amiri            |     | 64e |
| LM              | 17 | Mehdi Taremi           | 19e | 64e |
| CF              | 20 | Sardar Azmoun          |     | 79e |
| Remplaçants :   |    |                        |     |     |
| MF              | 6  | Ahmad Nourollahi       |     | 64e |
| MF              | 16 | Mehdi Torabi           |     | 64e |
| FW              | 10 | Karim Ansarifard       |     | 79e |
| Sélectionneur : |    |                        |     |     |
| Carlos Queiroz  |    |                        |     |     |

| Assistant referees: Ronnie Koh Min Kiat (Singapore) Sergei Grishchenko (Kyrgyzstan) Fourth official: Palitha Hemathunga (Sri Lanka) Additional assistant referees: César Arturo Ramos (Mexico) Hettikamkanamge Perera (Sri Lanka) |

### Yémen - Irak
| 12 janvier 2019 | Yémen                                       | 0 - 3 | Irak                                 | Sharjah Stadium, Charjah |                     |
| 17h30           |                                             | (0-2) | M. Ali 11e · Resan 19e · Abbas 90+1e | Arbitrage : Fu Ming      | Arbitrage : Fu Ming |
| 17h30           | http://stats.the-afc.com/match_report/13275 |       |                                      | Arbitrage : Fu Ming      | Arbitrage : Fu Ming |

| Yémen | Irak |

| GK              | 23 | Saoud Al-Sowadi      |     |     |
| RB              | 21 | Mohammed Ba Rowis    |     |     |
| CB              | 15 | Ammar Hamsan         |     |     |
| CB              | 4  | Mudir Al-Radaei      |     |     |
| LB              | 13 | Ala Addin Mahdi      |     |     |
| RM              | 12 | Ahmed Al-Haifi       |     | 46e |
| CM              | 11 | Abdulwasea Al-Matari |     |     |
| CM              | 17 | Hussein Al-Ghazi     |     | 30e |
| CM              | 9  | Ala Al-Sasi (c)      |     | 83e |
| LM              | 7  | Ahmed Al-Sarori      |     |     |
| CF              | 20 | Emad Mansoor         |     |     |
| Remplaçants :   |    |                      |     |     |
| MF              | 8  | Wahid Al Khyat       | 52e | 30e |
| MF              | 6  | Ahmed Abdulrab       |     | 46e |
| FW              | 10 | Ahmed Dhabaan        |     | 83e |
| Sélectionneur : |    |                      |     |     |
| Ján Kocian      |    |                      |     |     |

| GK              | 1  | Jalal Hassan (c) |  |     |
| RB              | 2  | Ahmad Ibrahim    |  |     |
| CB              | 6  | Ali Adnan        |  |     |
| CB              | 17 | Alaa Ali Mhawi   |  |     |
| LB              | 22 | Rebin Sulaka     |  |     |
| DM              | 13 | Bashar Resan     |  |     |
| RM              | 11 | Humam Tariq      |  | 55e |
| CM              | 7  | Safaa Hadi       |  |     |
| CM              | 9  | Ahmed Yasin      |  |     |
| LM              | 16 | Hussein Ali      |  | 88e |
| CF              | 10 | Mohanad Ali      |  | 71e |
| Remplaçants :   |    |                  |  |     |
| MF              | 14 | Amjad Attwan     |  | 55e |
| FW              | 21 | Alaa Abbas       |  | 71e |
| FW              | 19 | Mohammed Dawood  |  | 88e |
| Sélectionneur : |    |                  |  |     |
| Srečko Katanec  |    |                  |  |     |

| Assistant referees: Huo Weiming (China PR) Cao Yi (China PR) Fourth official: Mohamad Zainal Abidin (Malaysia) Additional assistant referees: Ma Ning (China PR) Liu Kwok Man (Hong Kong) |

### Viêtnam - Yémen
| 16 janvier 2019 | Viêtnam                                        | 2 - 0 | Yémen | Stade Hazza Bin Zayed, Al-Aïn |                          |
| 20h00           | Nguyễn Quang Hải 38e · Quế Ngọc Hải 64e (pen.) | (1-0) |       | Arbitrage : Ahmed Al-Kaf      | Arbitrage : Ahmed Al-Kaf |
| 20h00           | http://stats.the-afc.com/match_report/13278    |       |       | Arbitrage : Ahmed Al-Kaf      | Arbitrage : Ahmed Al-Kaf |

| Viêtnam | Yémen |

| GK              | 23 | Đặng Văn Lâm          |     |     |
| RB              | 5  | Đoàn Văn Hậu          |     |     |
| CB              | 4  | Bùi Tiến Dũng         |     |     |
| CB              | 3  | Quế Ngọc Hải (c)      |     |     |
| LB              | 12 | Nguyễn Phong Hồng Duy |     |     |
| RM              | 16 | Đỗ Hùng Dũng          |     |     |
| CM              | 8  | Nguyễn Trọng Hoàng    |     |     |
| CM              | 6  | Lương Xuân Trường     |     | 53e |
| LM              | 19 | Nguyễn Quang Hải      |     |     |
| CF              | 10 | Nguyễn Công Phượng    | 78e | 82e |
| CF              | 20 | Phan Văn Đức          |     | 72e |
| Remplaçant :    |    |                       |     |     |
| FW              | 22 | Nguyễn Tiến Linh      |     | 53e |
| FW              | 9  | Nguyễn Văn Toàn       |     | 72e |
| MF              | 14 | Trần Minh Vương       |     | 82e |
| Sélectionneur : |    |                       |     |     |
| Park Hang-seo   |    |                       |     |     |

| GK              | 22 | Salem Al-Harsh       |     |     |
| RB              | 21 | Mohammed Ba Rowis    |     |     |
| CB              | 13 | Ala Addin Mahdi      | 27e |     |
| CB              | 15 | Ammar Hamsan         |     | 57e |
| LB              | 19 | Mohammed Boqshan     |     |     |
| RM              | 7  | Ahmed Al-Sarori      |     |     |
| CM              | 4  | Mudir Al-Radaei      |     |     |
| CM              | 8  | Wahid Al Khyat       | 37e | 76e |
| LM              | 11 | Abdulwasea Al-Matari |     |     |
| AM              | 9  | Ala Al-Sasi (c)      |     |     |
| CF              | 20 | Emad Mansoor         |     | 25e |
| Remplaçants :   |    |                      |     |     |
| FW              | 10 | Ahmed Dhabaan        |     | 25e |
| DF              | 5  | Abdulaziz Al-Gumaei  | 63e | 57e |
| FW              | 18 | Ahmed Alos           |     | 76e |
| Sélectionneur : |    |                      |     |     |
| Ján Kocian      |    |                      |     |     |

| Assistant referees: Abu Bakar Al-Amri (Oman) Rashid Al-Ghaithi (Oman) Fourth official: Hiroshi Yamauchi (Japan) Additional assistant referees: Jumpei Iida (Japan) Hiroyuki Kimura (Japan) |

### Iran - Irak
| 16 janvier 2019 | Iran                                        | 0 - 0 | Irak | Stade Al-Maktoum, Dubaï     |                             |
| 20h00           |                                             | (0-0) |      | Arbitrage : Ravshan Irmatov | Arbitrage : Ravshan Irmatov |
| 20h00           | http://stats.the-afc.com/match_report/13277 |       |      | Arbitrage : Ravshan Irmatov | Arbitrage : Ravshan Irmatov |

| Iran | Irak |

| GK              | 1  | Alireza Beiranvand     |     |     |
| RB              | 2  | Voria Ghafouri         |     |     |
| CB              | 4  | Rouzbeh Cheshmi        |     | 80e |
| CB              | 5  | Milad Mohammadi        |     |     |
| LB              | 19 | Majid Hosseini         |     |     |
| CM              | 11 | Vahid Amiri            | 68e |     |
| CM              | 13 | Hossein Kanaanizadegan |     |     |
| RW              | 14 | Saman Ghoddos          | 39e | 75e |
| AM              | 9  | Omid Ebrahimi (c)      |     |     |
| LW              | 18 | Alireza Jahanbakhsh    |     | 63e |
| CF              | 20 | Sardar Azmoun          |     |     |
| Remplaçants :   |    |                        |     |     |
| MF              | 17 | Mehdi Taremi           |     | 63e |
| MF              | 16 | Mehdi Torabi           |     | 75e |
| MF              | 21 | Ashkan Dejagah         |     | 80e |
| Sélectionneur : |    |                        |     |     |
| Carlos Queiroz  |    |                        |     |     |

| GK              | 1  | Jalal Hassan (c) |     |     |
| RB              | 2  | Ahmad Ibrahim    | 78e |     |
| CB              | 5  | Ali Faez         |     |     |
| CB              | 6  | Ali Adnan        | 82e |     |
| LB              | 17 | Alaa Ali Mhawi   |     |     |
| CM              | 7  | Safaa Hadi       |     |     |
| CM              | 14 | Amjad Attwan     | 34e |     |
| CM              | 16 | Hussein Ali      |     | 77e |
| RW              | 9  | Ahmed Yasin      |     | 46e |
| LW              | 11 | Humam Tariq      |     |     |
| CF              | 10 | Mohanad Ali      |     | 71e |
| Remplaçants :   |    |                  |     |     |
| MF              | 13 | Bashar Resan     |     | 46e |
| FW              | 21 | Alaa Abbas       |     | 71e |
| FW              | 19 | Mohammed Dawood  |     | 77e |
| Sélectionneur : |    |                  |     |     |
| Srečko Katanec  |    |                  |     |     |

| Assistant referees: Abdukhamidullo Rasulov (Uzbekistan) Jakhongir Saidov (Uzbekistan) Fourth official: Sergei Grishchenko (Kyrgyzstan) Additional assistant referees: Valentin Kovalenko (Uzbekistan) Ilgiz Tantashev (Uzbekistan) |

## Discipline
Le critère disciplinaire est susceptible d'être utilisé afin de départager des équipes qui se retrouveraient à égalité parfaite à l'issue de la dernière journée. Les points disciplinaires sont calculés sur la base des cartons jaunes et rouges reçus sur l'ensemble des matches de groupe, comme suit, :
- carton jaune = 1 point
- carton rouge à la suite des deux cartons jaunes = 3 points
- carton rouge direct = 3 points
- carton jaune suivi d'un carton rouge direct = 4 points

| Team     | J 1    | J 1                                        | J 1          | J 1                         | J 2    | J 2                                        | J 2          | J 2                         | J 3    | J 3                                        | J 3          | J 3                         | Points |
| Team     | Averti | Carton jaune · Carton jaune · Carton rouge | Carton rouge | Carton jaune · Carton rouge | Averti | Carton jaune · Carton jaune · Carton rouge | Carton rouge | Carton jaune · Carton rouge | Averti | Carton jaune · Carton jaune · Carton rouge | Carton rouge | Carton jaune · Carton rouge | Points |
| -------- | ------ | ------------------------------------------ | ------------ | --------------------------- | ------ | ------------------------------------------ | ------------ | --------------------------- | ------ | ------------------------------------------ | ------------ | --------------------------- | ------ |
| Irak     | 1      |                                            |              |                             |        |                                            |              |                             |        |                                            |              |                             | -1     |
| Iran     | 1      |                                            |              |                             |        |                                            |              |                             |        |                                            |              |                             | −1     |
| Viêt Nam | 2      |                                            |              |                             |        |                                            |              |                             |        |                                            |              |                             | -2     |
| Yémen    | 4      |                                            |              |                             |        |                                            |              |                             |        |                                            |              |                             | −4     |